# Єкатерининська сільська рада (Третьяковський район)
Єкатери́нинська сільська рада (рос. Екатерининский сельский совет) — сільське поселення у складі Третьяковського району Алтайського краю Росії.
Адміністративний центр — село Єкатерининське.

## Населення
Населення — 1329 осіб (2019; 1537 в 2010, 1702 у 2002).

## Склад
До складу сільської ради входять:
| Населений пункт       | Населення, осіб (2002) | Населення, осіб (2010) |
| --------------------- | ---------------------- | ---------------------- |
| Єкатерининське, село  | 1230                   | 1129                   |
| Лопатинка, селище     | 133                    | 102                    |
| Новокомишенка, селище | 339                    | 306                    |